# Ophiogymna funesta
Ophiogymna funesta är en ormstjärneart som beskrevs av Jean Baptiste François René Koehler 1922. Ophiogymna funesta ingår i släktet Ophiogymna och familjen Ophiothrichidae. Inga underarter finns listade i Catalogue of Life.